# Dinoflagellater
Dinoflagellater (Dinophyta, Dinoflagellata) som även kallas pansarflagellater är en grupp encelliga alveolater. 90 % av arterna är marina men det finns även limniska medlemmar. Dinoflagellater är som vanligast i varma vatten. Många bedriver fotosyntes medan andra är heterotrofer. Arterna med fotosyntes har som regel klorofyll a, c samt karotenoiden peridinin. Många arter bildar toxiner och orsakar giftiga "algblomningar". Totalt finns 2 000–4 000 arter. Tillsammans med kiselalgerna är de havens viktigaste primärproducenter. Det har funnits dinoflagellater åtminstone sedan silur för 400 miljoner år sedan.

## Utbredning
Dinoflagellater förekommer vid vattenytan i alla världshav. I Sverige förekommer dinoflagellater främst vid Västkusten, men även i Östersjön upp till breddgrader i höjd med Gotland (2017). I Sverige är det främst arten Noctiluca scintillans som orsakar mareld.

## Systematik
Tillsammans med apikomplexerna, ciliaterna och perkensiderna bildar dinoflagellaterna underriket Alveolata. Dinoflagellaterna är i sig själva en monofyletisk grupp (d.v.s. en klad), systergrupp till Apicomplexerna. Dinoflagellaterna är indelade i åtta ordningar (se t.h.).

## Cellens byggnad
Dinoflagellater har två plattor s.k. theca som tillsammans omsluter cellen. Dessa theca genomkorsas av två fåror, en longitudinell fåra (sulcus) och en transversell fåra (cingulum) (se bild t.h.). Således skiljer den transversella fåran två delar, det främre epithecum och det bakre hypothecum. Theca är uppbyggda av flera plattor vilka består av cellulosa. Även om theca sålunda omsluter cellen ligger ändå theca innanför cellmembranet. Dinoflagellater i ordningen Gymnodiniales saknar dock theca eller har endast tunna sådana.
Vissa dinoflagellater har ögonfläckar men de flesta använder strukturer i membranet för att detektera ljus.
Cellkärnan, nucleus, har många egenheter. Till exempel är dinoflagellaterna unika i att ha permanent kondenserade kromosomer. Många dinoflagellater har också en oproportionellt stor arvsmassa; vissa arter har ett genom som är 16 gånger större än människans haploida genom. Genomet varierar mellan cirka 3–245 Gbp. Kromatinet liknar varken prokaryoters eller typiska eukaryoters. Genomet är kraftigt metylerat. Vidare ansåg man länge att histoner saknades (förutom hos de mest basala grupperna, till exempel Amoebophrya) men man har hittat en viss mängd histoner även hos andra dinoflagellater.
Ytterligare en egenhet är att både plastiderna (kloroplasterna) och mitokondrierna har överfört mycket stora delar av genomet till cellkärnan. Till exempel kodar mitokondrie-DNA endast för tre proteiner medan plastid-DNA vanligen endast består av 2–4 gener (vilket kan jämföras med 100–250 gener hos växters plastid-DNA).
Bland de flesta dinoflagellater med fotosyntes kommer kloroplasten från rödalger som ursprungligen tagits upp med endosymbios. Detta betecknas därför sekundär endosymbios (jämför rödalger). Kloroplasten omges därför av tre membran. Kloroplasterna innehåller klorofyll a och klorofyll c2 samt karotenoiden peridinin och neoperidinin. Karotenoiderna, framförallt peridinin, upptar solljusets energi och för den vidare till klorofyllet i reaktionscentrum. Det mesta av klorofyllet och peridininet finns i kromoforer benämnda peridinin-klorofyll a-protein (PCP). Här finns fyra gånger så mycket peridinin som klorofyll a.
Andra dinoflagellater har istället kloroplaster som härrör från tertiär endosymbios eftersom en fästalg (Haptophyta) i klassen Prymnesiophyceae tagits upp. Dessa har istället för peridinin, olika derivat såsom fukoxantin, typiska för Prymnesiophyceae. Ytterligare andra dinoflagellater innehåller upptagna grönalger (i detta fallet är det därför tal om sekundär endosymbios).
Dessutom finns dinoflagellater vilka innehåller kloroplaster "stulna" från byten. Dessa stulna plastider kallas därför kleptoplastider och bryts som regel ned efterhand.

## Rörelse
Dinoflagellater har två olika typer av flageller, en longitudinal och en transversal. Den sistnämnda ligger ofta i den transversella fåran. Den längsta flagellen används för skjuta och styra cellen medan den transversala flagellen används som en propeller. Samtidigt som algen skjuts fram roterar den. Dinoflagellater kan uppnå hastigheter om 0.5 mm/s.

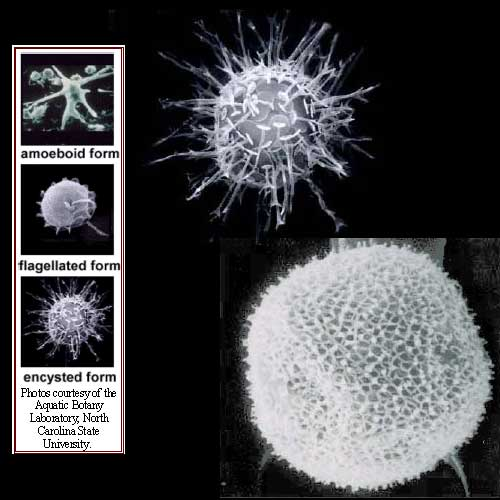
Olika steg i livscykeln för Pfiesteria.

Dinoflagellater har även ett annat sätt att snabbt förflytta sig, nämligen trikocyster, som fungerar likt ett slags mycket snabbt uppblåsbara "projektiler". Det är okänt om trikocysterna används till att snabbt undkomma fiender eller till att spetsa byten.
Dinoflagellaterna rör sig vanligen uppåt mot ljuset på dagen, medan de simmar neråt på natten mot mer näringsrikt vatten.

## Livscykel
Dinoflagellater har sexuell fortplantning men delar sig ofta asexuellt. Ofta delas theca mellan dottercellerna, som får komplettera med den del som fattas. Dinoflagellaterna kan också bilda hårdnackade vilosporer, cystor, som kan omslutas med dinosporin, ett ämne liknande växternas sporopollenin. Cystbildning inträffar till exempel då näringstillgång o.d. är dålig. Som vilospor kan dinoflagellaten överleva flera år.

## Bioluminiscens

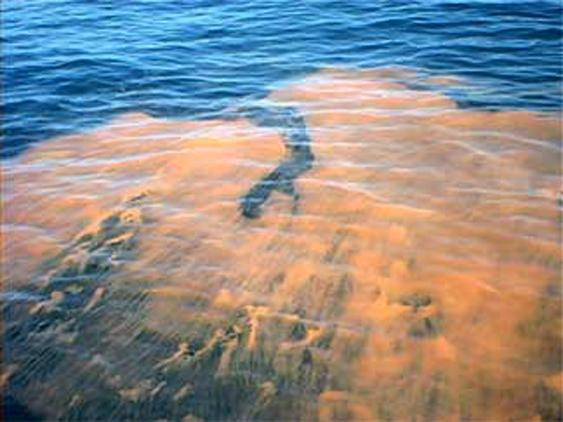
"Algblomning" med dinoflagellater, s.k. Red tide.

Många marina (inga limniska) dinoflagellater är bioluminiscenta och är ofta anledningen till mareld. Syre oxiderar luciferin genom inverkan enzymet luciferas, vilket producerar ljus. Det spekuleras i att bioluminiscensen kan vara ett sätt att avskräcka predatorer genom att de i sin tur blir mer synliga. Vissa dinoflagellater har även fosforescens.

## Ekologi

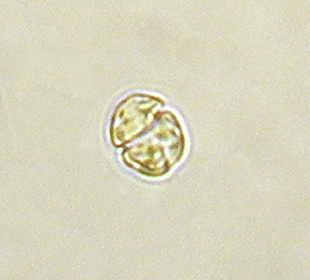
Gymnodinium sp.

Majoriteten av dinoflagellaterna är heterotrofa. De bedriver således ingen fotosyntes utan måste ta upp sin organiska näring från omgivningen. Dinoflagellaterna har tre principella sätt på vilket detta kan ske. Fagotrofi innebär att bytet tas upp av dinoflagellaten och sönderdelas i näringsvesikeln. Vissa arter använder ett pallium med hjälp av vilket bytet kan sönderdelas utanför dinoflagellaten. Den tredje strategin innebär användandet av en pedunkel som penetrerar bytet varefter innehållet sugs ut och in i predatorn (dinoflagellaten). Vissa arter använder sig även av osmotrofi som innebär att näring tas upp direkt från det omgivande vattnet.
Många dinoflagellater har emellertid fotosyntes. Bland vissa av dessa krävs dock upptag av viss organisk näring från det omgivande vattnet. Denna ekologiska strategi betecknas därför mixotrofi.
Många dinoflagellarter, till exempel Noctiluca scintillans, kan producera röda algblomningar, s.k. red tides. Många dinoflagellater som orsakar red tides bildar även toxiner.

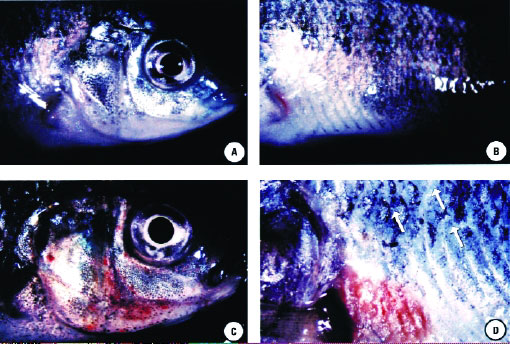
Fisk som angripits av dinoflagellaten Pfiesteria.

De flesta arter av dinoflagellater kan bilda giftiga ämnen, s.k. toxiner. Vissa toxiner stör matspjälkningssystemet hos skaldjur medan andra toxiner istället fungerar som neurotoxiner. Även människor kan drabbas genom att äta till exempel infekterade musslor. Pfiesteria använder toxiner när de dödar fisk, varefter fisken äts med hjälp av pedunkler, se ovan.
Arten Noctiluca scintillans, som är vanligast i Sverige, är i sig inte giftig för människor, men kan i större omfattning orsaka fiskdöd via syrebrist. Arten Alexandrium ostenfeldii, som bland annat förekommer i Östersjön, kan däremot vara giftig.
I sötvattenssjöar förekommer ofta "algblomning" av dinoflagellater på sommaren och hösten. Denna infinner sig då nivåerna av närsaltet fosfat är mycket låga. Dinoflagellaterna kan då bilda "algblomning" genom att utnyttja sin förmåga till rörelse: De rör sig uppåt mot ljuset på dagen (fototaxi) för att kunna fotosyntetisera och nedåt (där det finns högre koncentration av närsalter) på natten. På vintern övervintrar dinoflagellaterna på botten i form av resistenta cystor (se Livscykel ovan), vilka sedan gror till våren.
Dinoflagellaterna uppvisar vad ekologerna kallar en K-strategi, vilket innebär att organismerna är jämförelsevis stora och kan komma att dominera vissa nischer under specifika förhållanden med intensiv konkurrens. Jämför kiselalgernas r-strategi.

## Zooxanteller
När dinoflagellater lever i symbios med ett annat djur, såsom svampar, maneter, koraller eller bläckfiskar, kallas de för zooxanteller. Många koralldjur (i stammen nässeldjur, Cnidaria) har dinoflagellater som endosymbionter. I regel växer dinoflagellaterna långsammare när de "bor" i koralldjuren. Korallerna tar hand om cirka 98 % av det kol som dinoflagellaterna fixerar. Ändå tenderar dinoflagellaterna att dela sig för fort för värdkorallen. Därför utsöndrar värden ibland "överblivna" dinoflagellater. Framförallt förknippas släktet Symbiodinium med koraller.